# Mercyline Chelangat
Pour les articles homonymes, voir Chelangat.
Mercyline Chelangat (née le 17 décembre 1997 en Ouganda) est une athlète ougandaise, spécialiste du 10 000 mètres.

## Biographie et carrière
Elle participe aux Championnats du monde d'athlétisme 2017, avec une 22e place au 5 000 mètres féminin, aux Championnats du monde de cross-country 2017 (12e) et elle est médaillée aux Jeux du Commonwealth de 2018.

## Palmarès
- Médaille de bronze du 10 000 mètresaux Jeux du Commonwealth de 2018
- Médaille de bronze par équipes aux Championnats du monde de course en montagne 2015
- Médaille d'or au Dam tot Damloop 2017.